# Владан Милојевић
Владан Милојевић (Аранђеловац, 9. март 1970) је бивши југословенски и српски фудбалер, а садашњи фудбалски тренер. Тренутно је тренер београдске Црвене звезде.

## Играчка каријера
Своје прве фудбалске кораке је начинио у омладинској школи Црвене звезде, а прве сениорске минуте је зарадио у Бечеју и Радничком с Новог Београда. Након тога, овај дефанзивац одлази у иностранство и постаје члан Грчког фудбалског клуба Јањина, где са великим успехом наступа за овај тим. Године 1996. враћа се у Црвену звезду, за коју је наступао током пролећа те године. У својој краткој каријери у црвено - белом дресу, одиграо је 13 утакмица за овај тим.
Након тога се враћа у Грчку где прелази у Аполон Смирни. Добре игре у овом прволигашу су га препоручиле да 1997. године оствари највећи трансфер у својој интернационалној каријери. Прелази у Панатинаикос и постаје први страни "либеро" у овом атинском великану који је доведен из Грчког шампионата. Наступао је у Лиги шампиона и сакупио 61 утакмицу у дресу Панатинаикоса током трогодишњег стажа у њиховим редовима. Након "зелених" из Атине, сели се за Солун, где је наступао за Ираклис почетком овог миленијума. Све укупно, одиграо је током своје дугогодишње интернационалне каријере скоро 180 утакмица у најјачем рангу грчког фудбала, у којој је оставио упечатљив траг.

## Тренерска каријера
Тренерски посао је започео у омладинској академији Ираклиса. Након усавршавања у Солуну, враћа се у Београд и наставља с радом у омладинској школи Црвене звезде. Током трогодишњег рада у млађим категоријама Звезде, осваја доминантно првенство Србије са омладинцима као најефикаснији тим првенства, оставивши притом вечитог ривала са великим бодовним заостатком. Након тога креће са самосталним радом и у сениорском фудбалу.
Дебитује на клупи Јавора, који је водио на свега седам утакмица. Кратак период у Ивањици оставља иза себе и преузима екипу Чукаричког, на чијем је челу био пуне три и по године. Напредовао је заједно са клубом у том периоду. Увео је тим са Бановог брда у највиши ранг и од њих је створио стабилног суперлигаша. Под командом Владана Милојевића, овај клуб је два пута изборио учешће у квалификацијама за Лигу Европе и освојио је Куп Србије победом над Партизаном у финалном мечу.
Добар рад с екипом Чукаричког није остао незапажен, па је у јесен 2015. године преузео Омонију. На Кипру се задржао до краја сезоне. Клуб је преузео након лошег старта, успео је да обезбеди излазак на европску сцену тиму из Никозије и да их одведе у финале националног Купа. Иако су у клубу били задовољни његовим радом, пре свега председник клуба, Милојевић се определио да напусти клуб након разговора с Никосом Дабизасом, који је у међувремену постављен за техничког директора.
Највећи успех на интернационалном плану, када је тренерски посао у питању, остварио је као тренер Паниониоса. Већи део сезоне био на другом месту табеле, одмах иза неприкосновеног Олимпијакоса, коме је нанео први пораз на „Караискакију“ у првенству Грчке након две године и донео Паниониосу историјску победу. Савладао је и АЕК, ПАОК, остварио добре резултате, али тешка финансијска ситуација и скроман играчки кадар резултирали су да Паниониос у плеј-офу заврши на 4. месту, али и избори квалификације за Лигу Европе.

### Црвена звезда
Милојевић је 5. јуна 2017. постављен за тренера Црвене звезде. Већ у првој сезони је успео да одведе клуб до групне фазе Лигу Европе, након што је у плејофу Црвена звезда елиминисала Краснодар, па је тако добила прилику да заигра групну фазу европског такмичења први пут након десет година. У групи са Арсеналом, БАТЕ Борисовим и Келном, Црвена звезде је заузела друго место па је тако успела да обезбеди европско пролеће после 25 година. У шеснаестини финала црвено-бели су елиминисани од московског ЦСКА. У домаћим такмичењима, Милојевић је Звезду водио до титуле првака Србије, са 12 бодова предности над другопласираним Партизаном. Једини неуспех је имао у Купу где је поражен након пенала у четвртфиналу од Мачве.
У сезони 2018/19, Милојевић је одвео Звезду до пласмана у групну фазу Лиге шампиона, први пут након 27 година. У групи са Париз Сен Жерменом, Ливерпулом и Наполијем, Црвена звезда је заузела последње место, али је успела да на стадиону Рајко Митић савлада Ливерпул (каснијег освајача), и освоји бод против Наполија. Поново је освојена титула првака Србије, са девет бодова предности у односу на другопласирани нишки Раднички. У Купу су црвено-бели стигли до финала где су поражени од Партизана.
У сезони 2019/20, Милојевић по други пут узастопно одводи Црвену звезду у групну фазу Лиге шампиона. Тиме је направљен низ од три године у којима су црвено-бели узастопно играли групну фазу неког европског такмичења. У групи са Бајерн Минхеном, Тотенхемом и Олимпијакосом, Црвена звезда је заузела последње место са три освојена бода (победа над Олимпијакосом у Београду). Након завршетка јесењег дела Суперлиге 2019/20, Милојевић је оставио Звезду са 11 бодова предности у односу на другопласирани Партизан.
У децембру 2019. је поднео оставку на место тренера Црвене звезде. Милојевић је на клупи Црвене звезде био 897 дана у којима је на 149 утакмица остварио 107 победа, 24 ремија и 18 пораза, што је 71.8% успешности. На 149 утакмица постигнуто је 328, а примљено 127 погодака, што је 2,2 дата гола по утакмици, а само 0.85 примљениих. Милојевић је уједно и рекордер на Звездиној листи тренера који су предводили клуб у европским мечевима, с обзиром да је 44 пута седео на клупи црвено-белих у међународним окршајима.

### Ал Ахли
Крајем фебруара 2020. је постављен за тренера Ал Ахлија из Џеде. Дана 24. марта 2021, Милојевић је раскинуо уговор са екипом из Џеде. Водио је клуб на 41 утакмици и забележио је 17 победа, 18 пораза и шест нерешених резултата.

### АЕК Атина
Дана 27. маја 2021. године је постављен за тренера АЕК-а из Атине, са којим је потписао двогодишњи уговор. Такмичарски деби као тренер АЕК-а је имао 22. јула 2021, у другом колу квалификација за УЕФА Лигу конференције, када је његов клуб поражен 2:1 на гостовању Вележу у Мостару. Седам дана касније, на реваншу у Атини, АЕК је након регуларних 90. минута славио са 1:0 након чега се отишло у продужетке а затим и у једанаестерце у којима је Вележ био успешнији. Милојевић је затим водио АЕК у првих пет кола грчке Суперлиге, забележивши притом три победе и по један нерешен резултат и пораз, након чега је 8. октобра 2021. споразумно раскинуо уговор са клубом.

### Повратак у Црвену звезду
Дана 22. децембра 2023. године се вратио у Црвену звезду после 4 године и потписао вишегодишњи уговор. У сезони 2024/25, Милојевић је одвео Црвену звезду у групну фазу Лиге шампиона после победе у плеј офу над норвешком екипом Боде/Глимт.
Дана 27. новембра 2024. године Црвена звезда је победила немачки Штутгарт резултатом са 5:1 у 5. колу Лиге шампиона предвођена Владаном Милојевићем.
Дана 20. децембра 2024. године тренер Црвене Звезде Владан Милојевић је добио Златну лопту коју додељује ФСС за најбољег тренера у 2024. години.

## Успеси

### Играчки
Црвена звезда
- Куп СР Југославије (1) : 1995/96.

### Тренерски
Чукарички
- Куп Србије (1) : 2014/15.

Црвена звезда
- Суперлига Србије (4) : 2017/18, 2018/19, 2023/24, 2024/25

### Појединачни
- Српски фудбалски тренер године (3): 2017, 2018, 2024.
- Тренер сезоне у Суперлиги Србије (2): 2017/18,[23] 2018/19.[24]